# ملء الفراغات
ملء الفراغات (بالانجليزية tuckpointing) تُعدّ عملية التكديس أسلوباً يُستخدم فيه لونان متباينان من الملاط في فواصل الطوب، بحيث يتطابق أحد اللونين مع لون الطوب نفسه، مما يُعطي انطباعاً وهمياً بأن الفواصل دقيقة جداً. في بعض مناطق الولايات المتحدة وكندا، قد يحدث لبس، إذ يُستخدم هذا المصطلح أحياناً بشكل متبادل مع "الإشارة"، التي تشير إلى تصحيح العيوب أو إنهاء الفواصل في البناء الجديد، و"إعادة الإشارة"، التي تعني وضع ملاط جديد في الفواصل المقطوعة أو المتآكلة لإصلاح الفواصل المتضررة في البناء القديم.

## تاريخ
تم تطوير طريقة التثبيت في إنجلترا في أواخر القرن الثامن عشر لتقليد أعمال البناء بالطوب المبني باستخدام الطوب المفرك (أيضًا المطاط والطوب المقاس)، والذي كان عبارة عن طوب ذو لمسة نهائية حمراء ناعمة تم تصنيعه بحجم أكبر قليلاً، وبعد إطلاقه، تم تآكله أو قطعه بشكل فردي، غالبًا يدويًا، إلى حجم دقيق. عند وضعه بملاط الجير الأبيض، تم الحصول على تشطيب أنيق من الطوب الأحمر يتناقض مع الوصلات البيضاء الدقيقة للغاية. كانت عملية التثبيت طريقة لتحقيق تأثير مماثل باستخدام الطوب الرخيص غير المفرك؛ حيث تم وضعه في ملاط من نفس اللون (في البداية كان أحمر، ولكن في وقت لاحق، تم استخدام الطوب والملاط الأزرق الأسود في بعض الأحيان) وشرائح رقيقة من مادة بيضاء، عادة ما تكون طين الأنابيب أو المعجون، يتم دفعها في المفاصل قبل وضع الملاط. مصطلح "tuckpointing" مشتق من تقنية سابقة أقل تطوراً كانت تستخدم مع الطوب غير المستوي للغاية: حيث يتم رسم خط رفيع يسمى "ثنية" في الملاط ذي الوجه المسطح، ولكن يتم تركه غير مملوء، لإعطاء انطباع بالطوب المشكل جيدًا. "التلويح بالشعر"، وهي تقنية أيرلندية مشابهة في التأثير، تعكس الترتيب. يتم تطبيق الشرائط البيضاء أولاً، ثم يتم ملء الملاط المحيط أو تلوينه بما يتناسب معه.

## أدوات التثبيت
يستخدم عمال تثبيت المسامير المحترفون أدوات يُطلق عليها، وفقًا للبلد والمصطلحات المحلية في مجال البناء، أسماء مختلفة مثل "موصِّلات" أو "مكاوي تثبيت المسامير"، خاصة في لندن حيث نشأت هذه الحرفة.
في الأصل، كانت أدوات التثبيت تُصنع من الحديد المطاوع على يد الحدادين في إنجلترا خلال القرن الثامن عشر. أما اليوم، فهي تُصنع من الفولاذ الصلب، وتتميز عادةً بمقبض خشبي أو صناعي متصل بسطح الأداة عبر حلقة معدنية. يحتوي سطح الأداة على واجهة مدببة بشكل حاد مع قاعدة مسطحة، مزخرفة أو محززة، مما يساعد المستخدم على تنعيم الخط المدبب. يشبه هذا المبدأ عمل العوامات المدببة التي يستخدمها عمال تشطيب الخرسانة لتنعيم الأسطح.
يتراوح سمك وعرض أداة التثبيت عادةً بين 1 مليمتر (0.039 بوصة) و14 مليمترًا (0.55 بوصة)، ويعتمد ذلك على تفضيلات البناء ونوع الطوب أو الحجر المُراد إصلاحه. تُستخدم الأدوات الأعرض بشكل شائع عند تسوية الأعمال الحجرية للحصول على تشطيبات أكثر تناسقًا ودقة.
هناك العديد من أنواع أدوات التثبيت. كانت الأدوات القياسية ذات القاعدة المسطحة هي الأدوات الأكثر استخدامًا في صناعة الأدوات المعدنية، ويرجع ذلك في المقام الأول إلى إمكانية تصنيعها بسهولة من قبل الحدادين الأوائل. تعتبر أدوات التثبيت القياسية متعددة الاستخدامات ويمكن استخدامها في مجموعة متنوعة من الوظائف.
أدوات التثبيت أحيانًا ما تكون "مُشكَّلة"؛ كانت هذه الأدوات عبارة عن أدوات بدائية يصنعها الحدادون عن طريق ضرب مطرقة ذات حافة مستديرة على قطعة حديدية ساخنة للغاية. لقد تم تحسين هذه العملية منذ ذلك الحين والآن يتم طحن شريحة صغيرة في الجزء المسطح من أداة التثبيت التي تلامس الفجوات (الفجوات بين الطوب حيث يمر الملاط عموديًا على الأطراف) أو الفجوات في البناء بالطوب. "الخطوط" تسير في الاتجاه الأفقي.
تختلف أطوال أدوات التثبيت حسب التفضيلات الشخصية، لكن الأكثر شيوعًا يتراوح بين 7.5 سم (3.0 بوصة) و10.5 سم (4.1 بوصة) و12.5 سم (4.9 بوصة). في بعض الحالات، قد يحتاج عمال البناء إلى أدوات أقصر أو أطول حسب طبيعة العمل. تساعد الأدوات الأقصر، المعروفة باسم "ذات الأنف القصير"، في الوصول إلى المناطق الضيقة أو التي يصعب الوصول إليها، بينما تُعرف الأدوات الأطول باسم "ذات الأنف الطويل". تتوفر هذه الأدوات بأشكال مختلفة، مثل الخرزية أو المحززة، لتناسب احتياجات التثبيت المتنوعة.
إن أدوات تثبيت الزوايا المستديرة هي أدوات منحنية؛ فبدلاً من وجود قاع مسطح، تحتوي الأداة على سطح سفلي منحني يساعد في وضع معجون الجير على الطوب المستدير. تتطلب عملية التثبيت قطع معجون الجير الزائد بعيدًا عن خط التثبيت الدقيق. يتم تنفيذ ذلك باستخدام سكين فرنسي، وهو نوع من السكاكين ذو طرف صغير حاد ومثني يسمح بقطع معجون الجير عند توجيهه على طول الخط المدبب باستخدام حافة مستقيمة لسكين التدبب. تعمل السكين الفرنسية المزدوجة على قطع الخطوط الدقيقة العلوية والسفلية في تمريرة واحدة، مما يجعل العملية أسرع. يمكن تعديل سكاكين Frenchmen المزدوجة لتتناسب مع عرض الخطوط الدقيقة المدببة.
تعد العديد من المنازل التاريخية ذات الهندسة المعمارية الإيطالية الكلاسيكية أمثلة على الزخرفة الحديثة، مثل قصر ويريبي بارك في ويريبي بارك في فيكتوريا، أستراليا، والذي يعرض التباين بين الخطوط البيضاء المزخرفة في الملاط بين هندسته المعمارية المصنوعة من الحجر الأزرق.